# دیر پارک (واشینگتن)
دیر پارک (به انگلیسی: Deer Park) شهری در شهرستان اسپوکین ایالت واشنگتن است که در سرشماری سال ۲۰۱۰ میلادی، ۳۶۵۲ نفر جمعیت داشته است.